# Auguste Tilly
Auguste Barnabé Tilly dit Auguste Tilly, né à  Toul le 1er juin 1840 et mort à  Sèvres le 11 novembre 1898, est un graveur sur bois français.

## Biographie
Barnabé Auguste Tilly est né à Toul le 1er juin 1840. Monté à Paris dans les années 1860, il entre comme apprenti dans l'atelier de gravure de Cosson & Smeeton. Ce dernier le prend comme associé en 1872, pour former l'atelier Smeeton & Tilly, qui fournit des bois à des périodiques. 
Tilly expose au Salon de Paris pour la première fois en 1870 sous le nom d'« Émile Tilly », deux gravures sur bois d'après Théophile Schuler et Yan' Dargent. Il devient après 1880 membre de la société du Salon des artistes français, où il expose régulièrement jusqu'en 1892.
Il signe de nombreuses planches pour les grands périodiques illustrés.
Il a un fils, Alphonse-André, qu'il a formé à la gravure et qui expose au Salon de 1898.
Auguste Tilly meurt à Sèvres le 11 novembre 1898.

Quelques œuvres d'Auguste Tilly
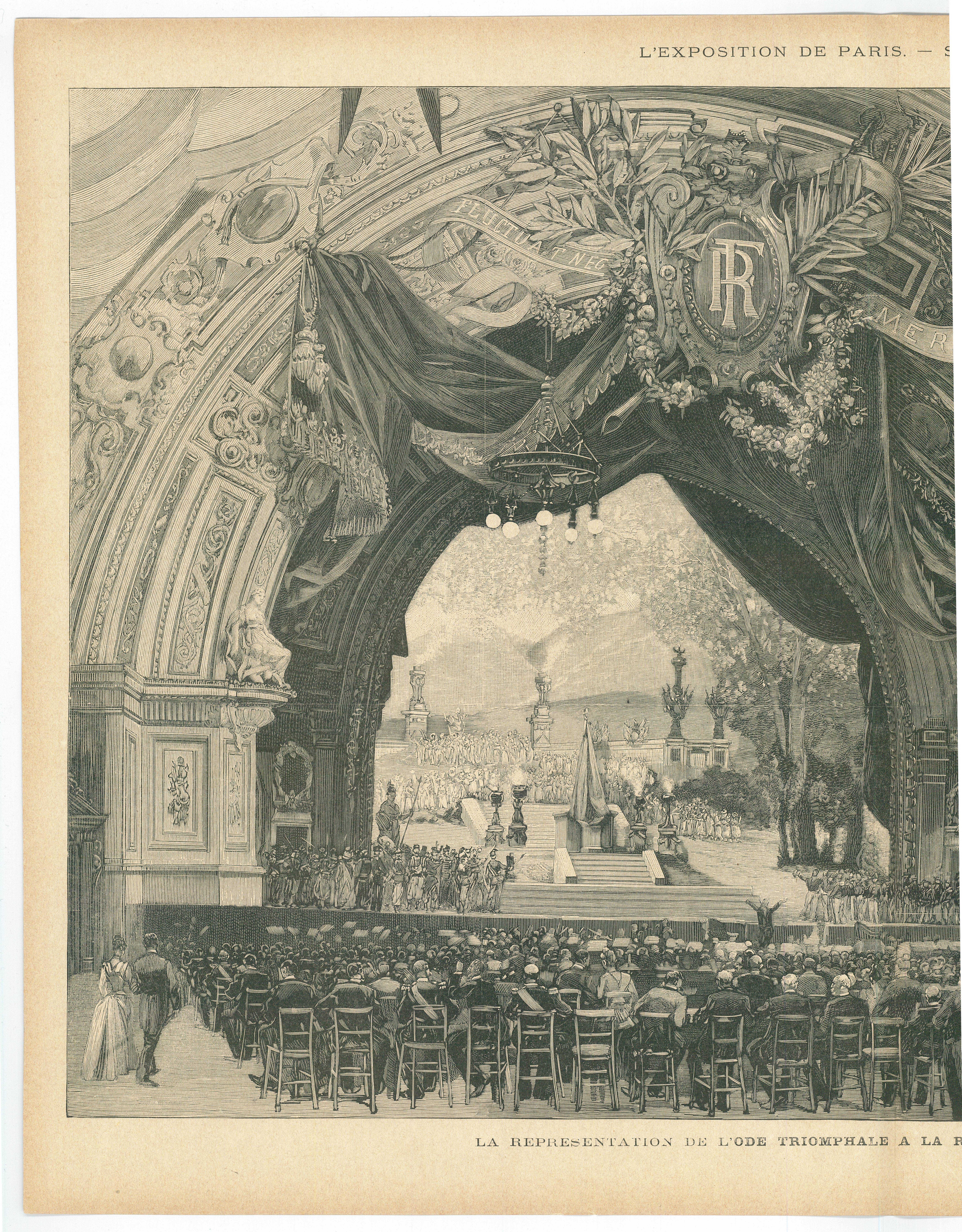
L'Exposition de Paris de 1889 (Supplément du no 79 (partie gauche).
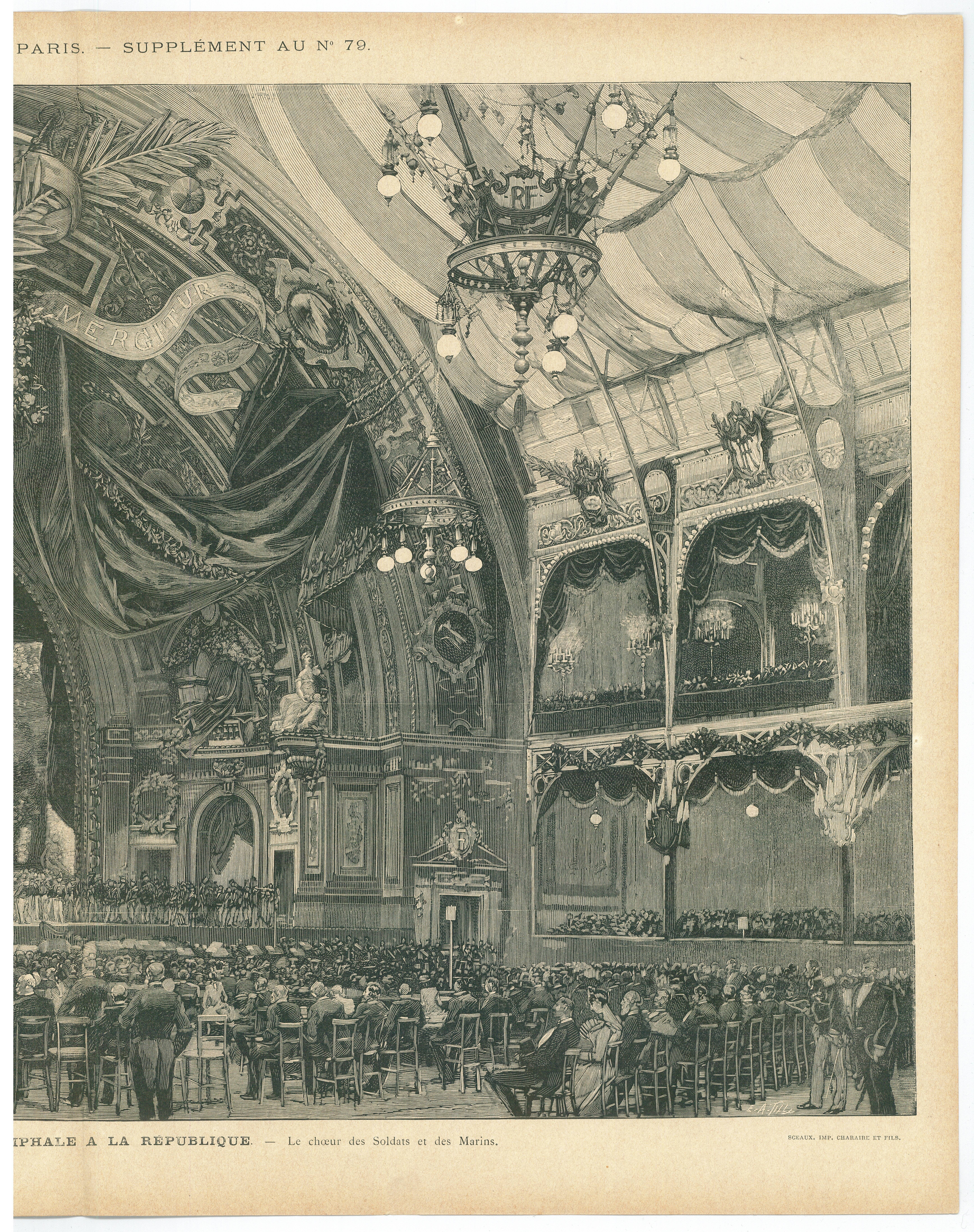
L'Exposition de Paris de 1889 (Supplément du no 79 (partie droite).
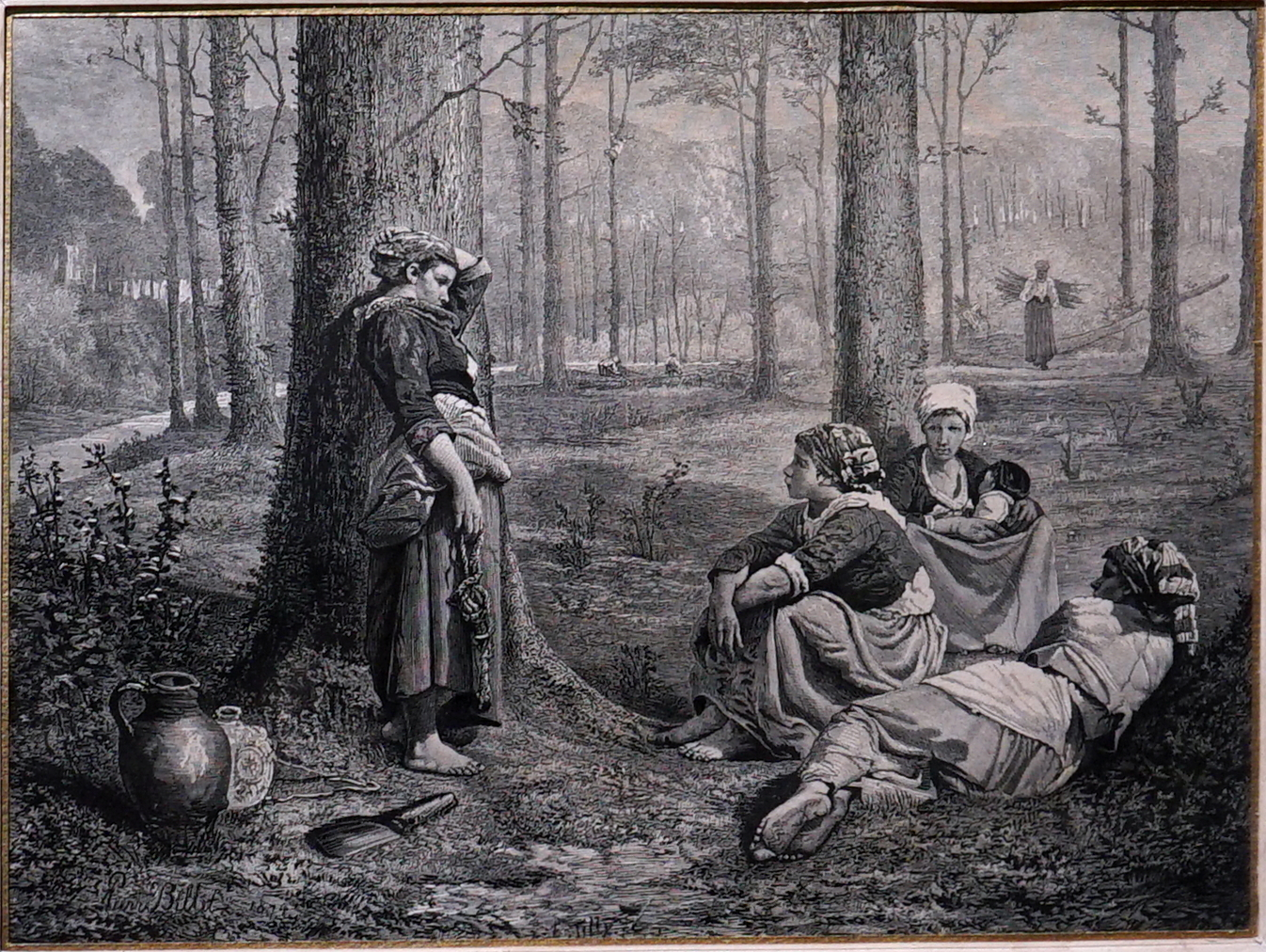
Pause en forêt, Musée d'Art et d'Histoire de Toul.
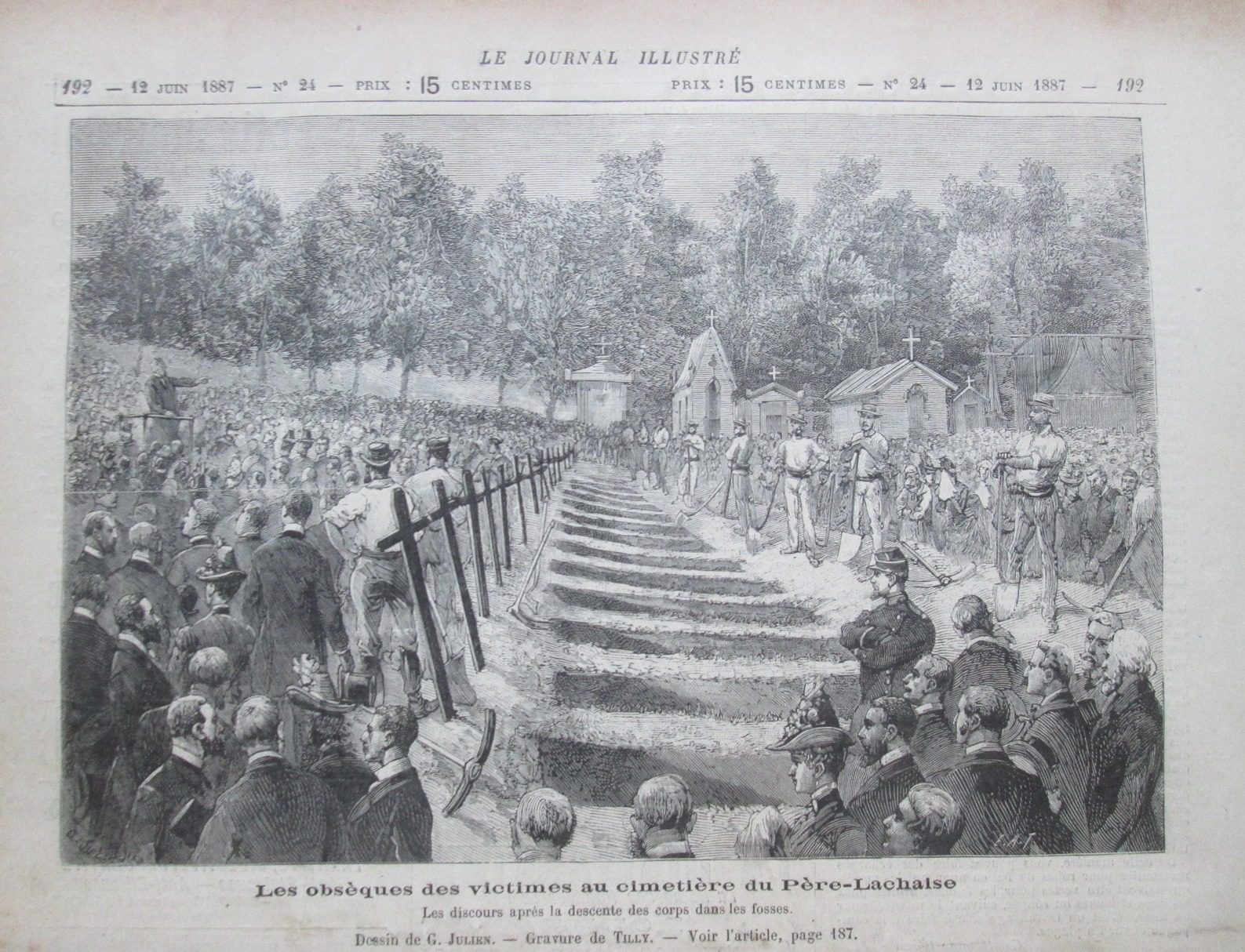
Les obsèques des victimes au cimetière du Père-Lachaise, illustration pour Le Journal illustré du 12 juin 1887.